# برزوویتسه (کروپانگ)
برزوویتسه (به صربی: Brezovice) یک روستا در صربستان است که در کروپانگ واقع شده‌است. برزوویتسه ۹۶۴ نفر جمعیت دارد.